# Géorgie aux Jeux olympiques d'hiver de 1998
La Géorgie participe aux Jeux olympiques d'hiver de 1998, organisés à Nagano au Japon. Ce pays prend aux Jeux olympiques d'hiver pour la deuxième fois en tant que nation indépendante. Quatre athlètes géorgiens, trois hommes et une femme, prennent part à la manifestation. La délégation géorgienne ne remporte pas de médaille.

## Athlètes engagés

### Saut à ski
| Athlète        | Épreuve         | Saut 1   | Saut 1 | Saut 1 | Saut 2            | Saut 2            | Total             | Total             |
| Athlète        | Épreuve         | Distance | Points | Rang   | Distance          | Points            | Points            | Rang              |
| -------------- | --------------- | -------- | ------ | ------ | ----------------- | ----------------- | ----------------- | ----------------- |
| Kakha Tsakadze | Tremplin normal | 69.0     | 66.5   | 55     | N'a pas participé | N'a pas participé | N'a pas participé | N'a pas participé |
| Kakha Tsakadze | Grand tremplin  | 89.5     | 52.6   | 59     | N'a pas participé | N'a pas participé | N'a pas participé | N'a pas participé |

### Ski alpin

#### Hommes
| Athlète              | Épreuve | Manche 1        | Manche 2 | Total           | Total |
| Athlète              | Épreuve | Temps           | Temps    | Temps           | Rang  |
| -------------------- | ------- | --------------- | -------- | --------------- | ----- |
| Zurab Dzhidzhishvili | Super-G |                 |          | N'a pas terminé | –     |
| Levan Abramishvili   | Slalom  | N'a pas terminé | –        | N'a pas terminé | –     |

| Athlète              | Épreuve | Slalom  | Slalom  | Downhill | Total       | Total |
| Athlète              | Épreuve | Temps 1 | Temps 2 | Temps    | Temps total | Rang  |
| -------------------- | ------- | ------- | ------- | -------- | ----------- | ----- |
| Zurab Dzhidzhishvili | Combiné | 1:00.20 | 55.06   | 1:40.39  | 3:35.65     | 14    |

#### Femmes
| Athlète         | Épreuve | Manche 1     | Manche 2 | Total        | Total |
| Athlète         | Épreuve | Temps        | Temps    | Temps        | Rang  |
| --------------- | ------- | ------------ | -------- | ------------ | ----- |
| Sofia Akhmeteli | Slalom  | Disqualifiée | –        | Disqualifiée | –     |